# Menachem Mendel Kohn
Menachem Mendel Kohn lub Menachem Mendel Kon (ur. w 1881, zm. w 1943) – polsko-żydowski przedsiębiorca, w czasie okupacji niemieckiej skarbnik grupy Oneg Szabat w getcie warszawskim.

## Życiorys
Urodził się prawdopodobnie w Ostrowi Mazowieckiej, mieszkał w Ostrołęce. Był przedwojennym kupcem i przedsiębiorcą. 
W getcie warszawskim należał do kierownictwa grupy Oneg Szabat tworzącej podziemne archiwum getta warszawskiego. W ramach grupy pełnił funkcję skarbnika zajmując się sprawami finansowymi Oneg Szabat, w tym pozyskiwaniem środków na pracę grupy i wsparcie współpracowników w potrzebie, ratując wielu przed chorobą i śmiercią głodową. Uczestniczył również prawdopodobnie w spotkaniu założycielskim grupy. Emanuela Ringelbluma poznał w Żydowskiej Samopomocy Społecznej. W archiwum Oneg Szabat zachowała się między innymi księga kasowa organizacji prowadzona przez Kohna od jesieni 1940 do sierpnia 1942. Według Racheli Auerbach, Kohn stał także na czele komitetu, który finansował wyjście na aryjską stronę i urządzenie się tam ludzi ze środowiska działaczy żydowskich. W archiwum Oneg Szabat zachował się jego dziennik z dni 6 sierpnia – 1 października 1942, w którym opisał wielką akcję deportacyjną. Podobnie jak inni członkowie kierownictwa Oneg Szabat, Kohn wchodził również w skład komitetu finansowego Żydowskiej Organizacji Bojowej, gdzie jego zadaniem było pozyskanie środków na broń. Dostarczał także informacje dla archiwum getta.
Zginął w kwietniu 1943 w trakcie powstania w getcie warszawskim.